# BigMat-Auber 93/2013
Deze pagina geeft een overzicht van de BigMat-Auber 93-wielerploeg in 2013.

## Algemene gegevens
Algemeen manager: Stéphane Javalet
Ploegleiders: Guy Gallopin, Stéphan Gaudry, Stéphane Javalet
Fietsmerk: LOOK
Budget: niet bekend

## Renners
| Naam                | Geboortedatum | Nationaliteit | Ploeg 2012         |
| ------------------- | ------------- | ------------- | ------------------ |
| Romain Bacon        | 08-03-1990    | Frankrijk     |                    |
| Fabien Bacquet      | 28-02-1986    | Frankrijk     |                    |
| Nicolas Bazin       | 09-06-1983    | Frankrijk     |                    |
| Flavien Dassonville | 16-02-1991    | Frankrijk     |                    |
| Mathieu Drujon      | 01-02-1983    | Frankrijk     |                    |
| Benoît Drujon       | 03-06-1985    | Frankrijk     |                    |
| Guillaume Faucon    | 13-12-1986    | Frankrijk     |                    |
| Dimitri Le Boulch   | 20-02-1989    | Frankrijk     |                    |
| Stéphane Rossetto   | 06-04-1987    | Frankrijk     | CC Nogent sur Oise |
| Steven Tronet       | 14-10-1986    | Frankrijk     |                    |
| Théo Vimpere        | 03-07-1990    | Frankrijk     | Stage              |

## Overwinningen
| Boucles du Sud Ardèche Winnaar: Mathieu Drujon Ronde van de Limousin 4e etappe: Stéphane Rossetto Frans kampioen, Beloften Winnaar: Flavien Dassonville Parijs-Tours, Beloften Winnaar: Flavien Dassonville Ronde van Poitou-Charentes Bergklassement: Dimitri Le Boulch |

1994 · 1995 · 1996 · 1997 · 1998 · 1999 · 2000 · 2001 · 2002 · 2003 · 2004 · 2005 · 2006 · 2007 · 2008 · 2009 · 2010 · 2011 · 2012 · 2013 · 2014 · 2015 · 2016